# RAPPON
RAPPON（ラッポン）とは、毎日新聞社が資本を持つ、新日本放送（後毎日放送→現MBSラジオ）、ラジオ東京（後東京放送→現TBSラジオ）、ラジオ九州（現RKB毎日放送）の3社からなるラジオネットワーク網の構想のことを指す。

## 概要
戦前から、大阪毎日新聞社（現毎日新聞大阪本社）は、大阪朝日新聞社（現朝日新聞大阪本社）とともに放送局の開局に関心を持っており、1925年に当時堂島にあった大阪毎日新聞社内で試験放送が行われたが、当時は現在の日本放送協会がほぼ独占していた事情から、時期尚早として開局が認められなかった。
戦後、民間資本によるラジオ放送の開局が認められるにあたり、当初は新日本放送・ラジオ日本（現在のアール・エフ・ラジオ日本とは無関係）、ラジオ九州を中心に全国規模のラジオネットワークを編成する構想を立ち上げ、これを「RAPPON」と称していた。
しかしながら、東京では毎日新聞東京本社主導のラジオ日本の他、朝日新聞東京本社主導の朝日放送、読売新聞東京本社主導の読売放送、並びに広告代理店の電通が主体となった東京放送の4社が競願となってしまったため、1本化調整の末、ラジオ東京として開局することとなるが、大阪地区は競願による1本化調整が難航し、結果的に新日本放送と朝日新聞大阪本社主導の朝日放送（現朝日放送ラジオ）の2社にそれぞれ放送免許が交付された。当初は新日本放送・朝日放送とも東京支社も設置し、それぞれの地域で自由に放送編成ができるように行える体制を整え「大阪発の全国ネットワーク網」を目指していたとされる。このことが、ジャパン・ラジオ・ネットワーク（JRN）結成時に大阪の加盟局が2局共存となる理由にもなる。